# Klîmentiivka, Baranivka
Klîmentiivka (în ucraineană Климентіївка) este un sat în comuna Virlea din raionul Baranivka, regiunea Jîtomîr, Ucraina.

## Demografie
Componența lingvistică a localității Klîmentiivka
     Ucraineană (99,42%)
     Alte limbi (0,58%)
Conform recensământului din 2001, majoritatea populației localității Klîmentiivka era vorbitoare de ucraineană (99,42%), existând în minoritate și vorbitori de alte limbi.